# Томіока Ейсен
Томіока Ейсен (富岡永洗, 28 квітня 1864 — 3 серпня 1905) — японський художник у жанрі укійо-е періоду Мейджі. Ім'я при народженні — Томіока Хідетаро (富岡秀太郎).
Народився в префектурі Наґано. Його батько теж був художником, який творив під псевдонімом Кісецу (奇雪).
Спочатку Томіока самотужки навчався малюванню і працював креслярем у Генеральному штабі армії Японії. У вісімнадцять років почав навчатися у Кобаяші Ейтаку. Після смерті вчителя у 1890-му році Томіока покинув державну посаду і повністю присвятив себе малюванню. Працював ілюстратором у газеті Міяко Шімбун (都新聞) та журналів Фудзоку Ґахо (風俗画報) і Бунґей Курабу (文芸倶楽部)  і здобув популярність завдяки портретам красивих жінок. У його доробок також входять як ілюстрації до книжок молодшої школи, так і малюнки в жанрі шюнґа.
Разом з Каджіта Ханко та Мацумото Фуко заснував Товариство японського живопису (日本画会), але пізніше вийшов з нього. В останні роки свого життя Томіока працював над жанровими та історичними роботами. Учнями Томіока були Тані Сенба (谷洗馬), Хамада Джьосен (浜田如洗), Іґава Сенґай (井川洗厓), Кірія Сенрін (桐谷洗鱗), Міяґава Шюнтей (宮川春汀), Мацумото Сенджі (松本洗耳), Коміне Тайу (小峰大羽), Очіаї Йошімару (落合芳麿) та інші.
Помер від туберкульозу на піку своєї слави. Похований на території храму Ґьокусо-джі (玉窓寺) в районі Мінато, Токіо.